# Distrito electoral de Richwood (Illinois)
Richwood (en inglés: Richwood Precinct) es un distrito electoral ubicado en el condado de Calhoun en el estado estadounidense de Illinois. En el Censo de 2010 tenía una población de 844 habitantes y una densidad poblacional de 7,75 personas por km².

## Geografía
Richwood se encuentra ubicado en las coordenadas 39°1′22″N 90°37′47″O / 39.02278, -90.62972. Según la Oficina del Censo de los Estados Unidos, Richwood tiene una superficie total de 108.9 km², de la cual 92.07 km² corresponden a tierra firme y (15.45%) 16.83 km² es agua.

## Demografía
Según el censo de 2010, había 844 personas residiendo en Richwood. La densidad de población era de 7,75 hab./km². De los 844 habitantes, Richwood estaba compuesto por el 99.88% blancos, el 0% eran afroamericanos, el 0.12% eran amerindios, el 0% eran asiáticos, el 0% eran isleños del Pacífico, el 0% eran de otras razas y el 0% pertenecían a dos o más razas. Del total de la población el 0.24% eran hispanos o latinos de cualquier raza.